# Wimbish
Wimbish is een civil parish in het bestuurlijke gebied Uttlesford, in het Engelse graafschap Essex. In 2001 telde het dorp 1550 inwoners. Het dorp heeft een kerk. De parish omvat de gehuchten Wimbish Green, Howlett End, Elder Street en Cole End.